# Shenyang J-11
Shenyang J-11 ( kineski :歼-11; NATO naziv Flanker-B, -C, -L ) je dvomotorni mlazni lovac Narodne Republike Kine čija se konstrukcija temelji na sovjetskom dizajnu Suhoja Su- 27. Proizvodi ga Shenyang Aircraft Corporation (SAC). Zrakoplovom upravljaju Zračne snage Narodne oslobodilačke vojske (PLAAF) i Mornaričko zrakoplovstvo Narodne oslobodilačke vojske (PLANAF).

## Razvoj
J-11 potječe iz kupnje 200 Su-27 1996. preko Rosoboronexporta za 2.7 mrd US$ u sklopu koprodukcijske sheme. Prema ugovoru, SAC bi avione sastavljao od kompleta koje proizvodi Komsomolsk-on-Amur Aircraft Plant (KnAPPO), te bi ih opremio ruskim podsustavima ( avionika, radari i motori) koji se ne bi koproizvodili. Proizvodnja je započela 1997.  Prva dva su bila loše sastavljena i zahtijevali su rusku pomoć za obnovu. Pet ih je izgrađeno do 2000., a još 20 do 2003., do tada je proizvodnja bila visoke kvalitete i uključivala je lokalne dijelove konstrukcije; Rusija se nije protivila lokalnim dijelovima konstrukcije zrakoplova, što je omogućilo KnAPPO-u da smanji sadržaj kompleta. Do kraja 2004. KnAPPO je isporučio 105 kompleta, a 95 J-11 je isporučeno PLAAF-u.  Koprodukcija Su-27 završila je 2004. jer je Kina razvijala J-11B - varijantu s domaćim podsustavima - kršeći ugovor o koprodukciji.  
Do 2015. J-11 su nadograđeni sustavima za upozoravanje na približavanje projektila (MAWS). Nepotvrđene nadogradnje uključivale su poboljšane zaslone u kokpitu i sustave upravljanja paljbom za projektile R-77 ili PL-10. 

### J-11B
J-11B je višenamjenska varijanta J-11 koja uključuje kineske podsustave. Zamišljen je kao način da se ukloni ovisnost o Rusiji. SAC je predstavio model J-11B sredinom 2002. Tri prototipa isporučena su PLAAF-u na testiranje 2006.  Dvosjed J-11BS uslijedio je dvije godine nakon J-11B.  Do 2011. navodno se 90% J-11B temeljilo na podsustavima i dijelovima dizajniranim u Kini, a motor je vjerojatno bio glavni dio ostatka.   Mnogi domaći podsustavi su poboljšanja onih koji se nalaze na Su-27SK. 
Kineski podsustavi na J-11B uključuju radar tipa 1474, 3-osni podatkovni sustav, sustav napajanja, jedinicu za napajanje u nuždi, kočioni sustav, hidraulički sustav, sustav goriva, sustav kontrole okoline, sustave za proizvodnju kisika s molekularnim sitom, digitalni let sustav upravljanja i stakleni kokpit. Zrakoplov je nešto lakši zbog veće upotrebe kompozita. 
J-11B može nositi rakete zrak-zrak PL-12 i PL-15 

## Varijante
- J-11A (ili J-11[4] s NATO-ovim imenom Flanker-B[5][6] ) – kinesko/ruski sastavljeni Su-27SK iz kompleta ruske proizvodnje. Izgrađeno ih je 104.[7]
- J-11B ( Flanker-L[8] ) – kineska varijanta s domaćim podsustavima.[2] Block 02 pokretan je motorom Shenyang WS-10.[9]
- J-11BS ( Flanker-L+ ) – verzija J-11B s dva sjedala.[7] U 2012. broj J-11B i J-11BS u službi bio je preko 120.[10]
- J-11BH ( Flanker-L ) – Mornarička verzija J-11B.[11][12] Prvi put je viđen u svibnju 2010.[11][13]
- J-11BSH ( Flanker-L+) – Mornarička verzija J-11BS.[11][12]
- J-11BG – Nadograđena varijanta sa svjetlosivim kupolom; nagađa se da će biti opremljen AESA radarom.[14]
- J-11D ( Flanker-L[15] ) – Varijanta koja je vjerojatno opremljena fiksnim radarom s elektroničkim skeniranjem, IRST i sposobnošću ispaljivanja težih slikovnih/infracrvenih (IIR) projektila zrak-zrak. Konstrukcija zrakoplova više koristi kompozitne materijale, posebno u usisnicima motora radi manje radarske uočljivosti. Krila imaju po tri učvršćenja. Nepotvrđena izvješća tvrde da ima novi fly-by-wire kontrolni sustav, staklenu kabinu, poboljšane EW sustave i poboljšanu verziju motora WS-10A.[16]

## Specifikacije (J-11A/J-11)
- Posada: 1
- Duljina: 21,9 m
- Raspon krila: 14,7 m
- Visina: 5,92 m
- Površina krila: 52,84 m2
- Prazna težina: 16.380 kg
- Bruto težina: 23.926 kg
- Maksimalna težina pri polijetanju: 33 000 kg
- Kapacitet goriva: 9.400 kg
- Pogon: 2 × Shenyang WS-10A "Taihang" turboventilatora s naknadnim izgaranjem, potisak od 132 kN svaki (J-11B Block 02)

### Performanse
- Najveća brzina: Mach 2,35
- Domet: 3530 km
- Borbeni domet: 1500 km
- Gornja granica leta: 19.000 m
- g granica: +9
- Brzina uspona: 300 m/s

### Naoružanje
- Topovi: 1× 30 mm (1,18 in) top Grjazev-Šipunov GSh-30-1 sa 150 rundi
- Čvrste točke: 10: 2 ispod trupa, 2 ispod zračnih kanala, 4 ispod krila, 2 na vrhovima krila, s odredbama za nošenje kombinacija:
- Projektili:
  - PL-12
  - PL-9 PL-8
  - Vympel R-77
  - Vympel R-27
  - Vympel R-73
- Rakete: Nevođeni bacač raketa
- Bombe: Kazetne bombe slobodnog pada

### Avionika
- Radar za upravljanje vatrom: NIIP Tikhomirov N001VE Myech koherentni pulsni Doppler radar ili radar tipa 1474 (J-11B)
- Elektrooptički sustav OEPS-27
- NSts-27 nišan na kacigi (HMS)
- Gardeniya ECM kapsula